# Кастилски планини
Кастилските планини, наричани още Централна Кордилера (на испански: Sistema Central, Cordillera Central; на португалски: Sistema Central), е планинска система в централната част на Пиренейския полуостров, разположена на територията на Португалия и Испания.
Представлява система от средновисоки кулисообразно разположени хребети (Сиера да Ищрела, Сиера да Гуардуня, Сиера де Гата, Сиера де ла Пеня де Франсия, Сиера де Гредос, Сиера де Гуадарама, Сиера де Сомосиера) в пределите на обширното плато Месета, като го разделя на 2 големи части и служи за вододел между басейните на реките Тахо на юг и Дуеро на север.
Най-висока точка е връх Алмансор (2591 m) в масива Сиера де Гредос. Дължина от запад на изток около 600 km, ширина до 80 km. Хребетите са изградени предимно от гранити и гнайси. Вододелите са полегати, а склоновете стръмни и силно разчленени. На височина до 1500 m склоновете са обрасли с гори от бор, дъб и кестен, а нагоре следват храсталаци и пасища.